# Пушкар Стефанія
Стефанія Пушкар, до шлюбу Чижович (1901 — 11 квітня 1988) — українська громадська діячка в Галичині й у США, за фахом промислова інженерка і психотехнікиня.

## Життєпис
Співзасновниця «Психотехнічної Парадні» і директор кооперативи «Українське Hop. Мистецтво» (1929—1939 і 1941—1944) у Львові. Співініціаторкаа журналу «Нова Хата»; організаторка українського павільйону на Світовій виставці в Чикаго (1932—1933).
З 1948 у ЗДА, де є членкинею управи і (1966—1971) голова Союзу українок Америки (СУА), одночасно заступниця голови Світової федерації українських жіночих організацій (СФУЖО), Українського Конгресового Комітету і ЗУАДК; директор мистецької кооперативи «Базар» у Філядельфії.